# Liste der Abgeordneten im Kommunallandtag der Hohenzollernschen Lande 1922–1925
Diese Liste nennt die Abgeordneten im Kommunallandtag der Hohenzollernschen Lande in der zweiten Wahlperiode der Weimarer Republik 1922–1925.

## Zusammensetzung
Nun hatte der Kommunallandtag 24 Mitglieder, die in einem Wahlkreis in freier und gleicher Wahl gewählt wurden. Die Hohenzollernschen Lande waren weitaus überwiegend katholisch. Die Deutsche Zentrumspartei (Zentrum) erhielt bei der Kommunallandtagswahl 1922 insgesamt 16 Mandate (−3), die Deutsche Demokratische Partei (DDP) vier (+1) Mandate und die Sozialdemokratische Partei Deutschlands (SPD) ein (−1) Mandat. Erstmals im Kommunallandtag vertreten waren die DNVP und die KPD mit jeweils einem Mandat.

## Liste
| Abgeordneter           | Beruf                           | Partei  | Mandatsdauer |
| ---------------------- | ------------------------------- | ------- | ------------ |
| Alois Kalbhenn         | Studienrat, Sigmaringen         | DNVP    | 1922–1925    |
| Emil Straub            | Landwirt, Otterswang            | Zentrum | 1922–1925    |
| Simon Hausch           | Landwirt, Wessingen             | Zentrum | 1922–1925    |
| Karl Löffler           | Bürgermeister, Gammertingen     | Zentrum | 1922–1925    |
| Johannes Umbrecht      | Bürgermeister, Glatt            | Zentrum | 1922–1925    |
| Hermann Ott            | Malermeister, Sigmaringen       | Zentrum | 1922–1925    |
| Anton Reiser           | Oberamtmann, Sigmaringen        | Zentrum | 1922–1925    |
| Carl Vogel             | Pfarrer, Straßberg              | Zentrum | 1922–1925    |
| Josef Strobel          | Land- und Gastwirt, Ablach      | Zentrum | 1922–1925    |
| Anton Kohle            | Bürgermeister, Gruol            | Zentrum | 1922–1925    |
| Paul Schaaff           | Oberamtmann, Hechingen          | Zentrum | 1922–1925    |
| Johann Beil            | Straßenwärter, Storzingen       | Zentrum | 1922–1925    |
| Karl Emter             | Oberbuchhalter, Hechingen       | Zentrum | 1922–1925    |
| Franz Keller           | Lehrer, Sigmaringen             | Zentrum | 1922–1925    |
| Clemens Moser          | Studienrat, Hechingen           | Zentrum | 1922–1925    |
| August Hebeisen        | Zimmermann, Veringendorf        | Zentrum | 1922–1925    |
| Josef Halder           | Uhrmacher, Hechingen            | Zentrum | 1922–1925    |
| Friedrich Wallishauser | Redakteur, Hechingen            | DDP     | 1922–1925    |
| Hans Hirschauer        | Kaufmann, Hechingen             | DDP     | 1922–1925    |
| Otto Keinath           | Dr., Stadttierarzt, Sigmaringen | DDP     | 1922–1925    |
| Otto Bosch             | Kaufmann, Hechingen             | DDP     | 1922–1925    |
| Matthias Fritz         | Heizer, Hechingen               | SPD     | 1922–1925    |
| Hermann Friedrich      | Metzger, Sigmaringen            | KPD     | 1922–1925    |

## Landesausschuss
| Abgeordneter           | Beruf                      | Partei  | Mandatsdauer |
| ---------------------- | -------------------------- | ------- | ------------ |
| Johannes Umbrecht      | Bürgermeister, Glatt       | Zentrum | 1922–1925    |
| Simon Hausch           | Landwirt, Wessingen        | Zentrum | 1922–1925    |
| Josef Strobel          | Land- und Gastwirt, Ablach | Zentrum | 1922–1925    |
| Friedrich Wallishauser | Redakteur, Hechingen       | DDP     | 1922–1925    |

Vorsitzender von Kommunallandtag und Landesausschuss war Carl Vogel.
Der Kommunallandtag wählte gemäß der Preußischen Verfassung von 1920 ein Mitglied in den Preußischen Staatsrat. Dieses war 1919–1930 Emil Belzer.